# Amérika Moreschi
Karla Galván Acosta (Ciudad de México, 22 de mayo de 1975) conocida como Amérika Moreschi es una guionista, artista escénica, productora, gestora cultural, fotógrafa y cineasta. Recibió por sus creaciones escénicas, sus obras teatrales y su especial vocación para vincular sus proyectos a la educación por la paz el Premio Nacional Medalla al Mérito en Artes, Cultura y Literatura 2023 “Alí Chumacero”. Además de la Medalla Hermila Galindo 2023 que entrega el Congreso de la Ciudad de México por el impulso a la Cultura.   Como gestora cultural ha orientado su trabajo artístico en la cultura para el desarrollo y en la equidad de género. Además, es fundadora de la Organización Cultural Mujeres de Fuego y de Protagonistas Culturales, iniciativa dedicada a apoyar la reactivación del arte, la cultura y el entretenimiento de proyectos artísticos dirigidos por mujeres.

## Biografía
Ingresó a la carrera de Filosofía  en la Universidad Nacional Autónoma de México, posteriormente continuó con la carrera de Artes Escénicas, también en la UNAM. En 2002 ingresó a la escuela de la Sociedad General de Escritores de México para estudiar Creación Literaria, tras lo cual empezó a desarrollar sus primeros trabajos como guionista. De 2007 a 2009 se integró a la Cátedra Extraordinaria de la UNAM impartida por Pietro Ameglio “Gandhi y la cultura no violenta”. Desde 1995 ha sido directora de escena en más de 30 producciones, en 1998 dirigió el happening “Y esto no fue posible” para el Museo Universitario de Ciencias y Artes a treinta años de 1968. Actualmente enfoca su trabajo artístico tanto en la cinematografía como en la fotografía, sin dejar de lado la gestión de la cultura para el desarrollo.

### Acciones culturales para el desarrollo
En el 2000 fundó la Organización Cultural Mujeres de Fuego para la reactivación económica de espacios y productos culturales y la generación de empleos a través de la gestión y producción de servicios de cine, teatro, fotografía y eventos artísticos creados por mujeres. También como parte de su enfoque en la gestión cultural fue integrante del proyecto educativo y artístico “Aprender es una Aventura” de la Asociación de Educadores Iberoamericanos en 2003. En 2010 fue la gestora, directora y productora del proyecto “Celebra el Centenario de la Revolución en Candelaria”. El trabajo contó con subvención de la Agencia Española de Cooperación Internacional para el Desarrollo. En ese mismo año su obra Donde se mueve el sol o la Revolución no te lleva al Mictlán formó parte de la selección de la convocatoria de la misma AECID.
Fue autora del proyecto “Caminos artísticos para la paz” que consiste en la intervención artística en la Comunidad de Tratamiento para adolescentes (antes llamada correccional). Este proyecto inició en 2011 en la comunidad de varones bajo una metodología de resolución pacífica de conflictos a través del arte, la valoración del impacto obtenido permitió su réplica al siguiente año, en esa ocasión en beneficio de mujeres en 2012. Ese mismo año también fue coautora y educadora del programa “Conéctate y cambia en corto”, cuyo objetivo fue el uso de TICs y dispositivos móviles de forma inteligente, realizado en secundarias de Oaxaca en las regiones de Costa Chica y Tehuantepec, proyecto beneficiado por el Programa de Naciones Unidas para el Desarrollo.
En 2011, 2012 y 2021 produjo y dirigió la Semana Cultural del Arte para la Equidad y la integración social. que consiste en un festival multidisciplinario en el que diversas mujeres exponen su labor artística. En 2013 dirigió y produjo la Jornada Cultural Iberoamericana. Festival artístico multidisciplinario para la Equidad y la Integración Social. En 2017 y 2018 produjo y dirigió “Tlalpan en Corto”. Técnicas cinematográficas por la equidad y la inclusión, el proyecto fue beneficiario del Programa “Colectivos Culturales. Tlalpan”.
Actualmente es docente de guionismo y encabeza el colectivo Protagonistas Culturales, enfocado a la congregación de artistas de diversas disciplinas para que encuentren espacios de divulgación con equidad de género.

## Principales premios
- Concurso de Cuento del Centro Universitario de Idiomas S.C. (1993)
- Su obra de teatro Donde se mueve el sol o la Revolución no te lleva al Mictlán formó parte de la selección de la convocatoria de la Agencia Española de Cooperación Internacional para el Desarrollo (2010).[3]
- Recibió el premio al mejor guion escrito en México y el premio principal del Global Script Challenge en la séptima edición del Oaxaca Film Fest (2016).[4][5]
- Fue ganadora del primer lugar del XIV Concurso de guion “Matilde Landeta” (2019).
- Recibió por sus creaciones escénicas, sus obras teatrales y su especial vocación para vincular sus proyectos a la educación por la paz el Premio Nacional Medalla al Mérito en Artes, Cultura y Literatura 2023 “Alí Chumacero” (2023)
- Recibió la Medalla Hermila Galindo que entrega el Congreso de la Ciudad de México (2024). [6] [7]

## Obra fotográfica
- Serie Artistas sin fronteras. Retrato a mujeres artistas latinoamericanas, algunas de ellas: Elo Vit, Karo Nacho, Paola Madrigal, Majosah, Diana Salgado entre otras.
- Serie Urbanamente posible. Fotografía de la vida en las urbes.
- Serie Diversidentidades. Fotografía a las distintas identidades culturales, sociales y sexuales que convergen en México, expuesta en “Sólido” a través de la Asociación Somos Arte México en distintas sedes de la Ciudad de México (2019).
- Serie Con el puño en alto, estampas del cuidado social expuesta en Festival de Arte y Ciencia “El Aleph” de la Universidad Nacional Autónoma de México (2021).[8]

## Obra cinematográfica de autoría personal
- Aurora Ursulina. Corto cinematográfico. A cargo de la dirección y el guion. Producción: Mujeres de Fuego Cine (2017).
- Visible. Corto cinematográfico. Dirección Alejandra Salcido. A cargo de la producción y el guion (2017).
- Lady Servilleta. Corto cinematográfico. A cargo de la dirección y el guion. Producción: Mujeres de Fuego Cine y Mantik fílmica (2018).
- Ovejas perdidas. Corto cinematográfico. A cargo de la dirección y el guion. Producción: Mujeres de Fuego Cine (2018).
- Lo que no ves. Corto cinematográfico. A cargo de la dirección y el guion. Producción: Somos Arte México (2019).